# Eisothistos maledivensis
Eisothistos maledivensis är en kräftdjursart som beskrevs av Johann-Wolfgang Wägele 1979. Eisothistos maledivensis ingår i släktet Eisothistos och familjen Expanathuridae. Inga underarter finns listade i Catalogue of Life.